# Pallamano ai XVIII Giochi panamericani
I tornei di pallamano ai XVIII Giochi panamericani si svolgono a Lima, in Perù, dal 24 luglio al 5 agosto 2019. Vi partecipano 8 squadre nazionali maschile e 8 femminili. Le squadre vincitrici dei tornei (maschile e femminile), si qualificheranno direttamente per i Giochi olimpici del 2020.

## Podio
| Evento             | Oro       | Argento   | Bronzo  |
| Pallamano - uomini | Argentina | Cile      | Brasile |
| Pallamano - donne  | Brasile   | Argentina | Cuba    |

## Qualificazioni
Oltre al Perù in qualità di paese organizzatore, prendono parte ai tornei le prime due classificate ai XI Giochi sudamericani, ossia Brasile e Argentina, sia tra gli uomini che fra le donne, e le prime tre dei XXIII Giochi centramericani e caraibici 2018, ovvero Cuba, Porto Rico e Messico tra gli uomini, e Cuba, Porto Rico e Repubblica Dominicana tra le donne. Le altre classificate sono state tra gli USA, sia in campo maschile che femminile, vincenti di uno spareggio nordamericano col Canada in entrambi i casi, mentre il Cile tra gli uomini ha vinto l'ultimo torneo di classificazione per i Panamericani, così come ha fatto il Canada tra le donne.

## Torneo maschile

### Fase preliminare

#### Gruppo A
|  | Squadra     | Pti | G | V | P | S | GF  | GS | Diff |
|  | ----------- | --- | - | - | - | - | --- | -- | ---- |
|  | Argentina   | 6   | 3 | 3 | 0 | 0 | 92  | 75 | +17  |
|  | Cile        | 4   | 3 | 2 | 0 | 1 | 101 | 85 | +16  |
|  | Stati Uniti | 2   | 3 | 1 | 0 | 2 | 77  | 97 | -20  |
|  | Cuba        | 0   | 3 | 0 | 0 | 3 | 74  | 97 | -23  |

| Data      | Ora | Partita     | Partita | Partita     |
| --------- | --- | ----------- | ------- | ----------- |
| 31 luglio |     | Cuba        | 28 - 38 | Cile        |
| 31 luglio |     | Argentina   | 38 - 25 | Stati Uniti |
| 1 agosto  |     | Stati Uniti | 26 - 25 | Cuba        |
| 1 agosto  |     | Cile        | 29 - 31 | Argentina   |
| 2 agosto  |     | Stati Uniti | 26 - 34 | Cile        |
| 2 agosto  |     | Argentina   | 23 - 21 | Cuba        |

#### Gruppo B
|  | Squadra    | Pti | G | V | P | S | GF  | GS  | Diff |
|  | ---------- | --- | - | - | - | - | --- | --- | ---- |
|  | Brasile    | 6   | 3 | 3 | 0 | 0 | 108 | 65  | +43  |
|  | Messico    | 4   | 3 | 2 | 0 | 1 | 81  | 69  | +16  |
|  | Porto Rico | 2   | 3 | 1 | 0 | 2 | 72  | 82  | -10  |
|  | Messico    | 0   | 3 | 0 | 0 | 3 | 56  | 101 | -45  |

| Data      | Ora | Partita    | Partita | Partita    |
| --------- | --- | ---------- | ------- | ---------- |
| 31 luglio |     | Porto Rico | 27 - 23 | Perù       |
| 31 luglio |     | Brasile    | 33 - 23 | Messico    |
| 1 agosto  |     | Messico    | 24 - 19 | Porto Rico |
| 1 agosto  |     | Perù       | 16 - 40 | Brasile    |
| 2 agosto  |     | Messico    | 34 - 17 | Perù       |
| 2 agosto  |     | Brasile    | 35 - 26 | Porto Rico |

### Fase finale

#### Tabellone 1º - 4º posto
|  | Semifinali | Semifinali | Semifinali |           |      | Finale 1º posto | Finale 1º posto | Finale 1º posto |  |
|  |            |            |            |           |      |                 |                 |                 |  |
|  | Brasile    | Brasile    | 29         |           |      |                 |                 |                 |  |
|  | Brasile    | Brasile    | 29         |           |      |                 |                 |                 |  |
|  | Cile       | Cile       | 32         |           |      |                 |                 |                 |  |
|  | Cile       | Cile       | 32         |           | Cile | Cile            | 27              |                 |  |
|  |            |            |            |           | Cile | Cile            | 27              |                 |  |
|  |            |            | Argentina  | Argentina | 31   |                 |                 |                 |  |
|  | Argentina  | Argentina  | Argentina  | Argentina | 31   | 34              |                 |                 |  |
|  | Argentina  | Argentina  |            |           |      | 34              |                 |                 |  |
|  | Messico    | Messico    | 14         |           |      | Finale 3º posto | Finale 3º posto | Finale 3º posto |  |
|  | Messico    | Messico    | 14         |           |      |                 |                 |                 |  |
|  |            |            |            |           |      |                 |                 |                 |  |
|  |            |            |            |           |      | Brasile         | Brasile         | 32              |  |
|  |            |            |            |           |      | Brasile         | Brasile         | 32              |  |
|  |            |            |            |           |      | Messico         | Messico         | 20              |  |

#### Tabellone 5º - 8º posto
|  | Semifinali  | Semifinali  | Semifinali  |             |      | Finale 5º posto | Finale 5º posto | Finale 5º posto |  |
|  |             |             |             |             |      |                 |                 |                 |  |
|  | Porto Rico  | Porto Rico  | 12          |             |      |                 |                 |                 |  |
|  | Porto Rico  | Porto Rico  | 12          |             |      |                 |                 |                 |  |
|  | Cuba        | Cuba        | 36          |             |      |                 |                 |                 |  |
|  | Cuba        | Cuba        | 36          |             | Cuba | Cuba            | 32              |                 |  |
|  |             |             |             |             | Cuba | Cuba            | 32              |                 |  |
|  |             |             | Stati Uniti | Stati Uniti | 24   |                 |                 |                 |  |
|  | Stati Uniti | Stati Uniti | Stati Uniti | Stati Uniti | 24   | 22              |                 |                 |  |
|  | Stati Uniti | Stati Uniti |             |             |      | 22              |                 |                 |  |
|  | Perù        | Perù        | 16          |             |      | Finale 8º posto | Finale 8º posto | Finale 8º posto |  |
|  | Perù        | Perù        | 16          |             |      |                 |                 |                 |  |
|  |             |             |             |             |      |                 |                 |                 |  |
|  |             |             |             |             |      | Porto Rico      | Porto Rico      | 27              |  |
|  |             |             |             |             |      | Porto Rico      | Porto Rico      | 27              |  |
|  |             |             |             |             |      | Perù            | Perù            | 19              |  |

#### Semifinali
- 5º-8º posto

#### Finali
- 7º posto
- 5º posto
- Finale per il Bronzo
- Finale per l'Oro

## Classifica finale
| Pos | Squadre     |
| --- | ----------- |
|     | Argentina   |
|     | Cile        |
|     | Brasile     |
| 4   | Messico     |
| 5   | Cuba        |
| 6   | Stati Uniti |
| 7   | Porto Rico  |
| 8   | Perù        |

|  | Qualificata ai Giochi della XXXII Olimpiade                                         |
|  | Qualificata al torneo di qualificazione preolimpico ai Giochi della XXXII Olimpiade |

## Torneo femminile

### Fase preliminare

#### Gruppo A
|  | Squadra    | Pti | G | V | P | S | GF  | GS | Diff |
|  | ---------- | --- | - | - | - | - | --- | -- | ---- |
|  | Brasile    | 6   | 3 | 3 | 0 | 0 | 110 | 48 | +62  |
|  | Cuba       | 4   | 3 | 2 | 0 | 1 | 75  | 68 | +7   |
|  | Porto Rico | 2   | 3 | 1 | 0 | 2 | 63  | 76 | -13  |
|  | Canada     | 0   | 3 | 0 | 0 | 3 | 36  | 92 | -56  |

| Data      | Ora | Partita    | Partita | Partita    |
| --------- | --- | ---------- | ------- | ---------- |
| 24 luglio |     | Porto Rico | 23 - 9  | Canada     |
| 24 luglio |     | Brasile    | 29 - 20 | Cuba       |
| 25 luglio |     | Cuba       | 27 - 24 | Porto Rico |
| 25 luglio |     | Canada     | 12 - 41 | Brasile    |
| 27 luglio |     | Canada     | 15 - 28 | Cuba       |
| 27 luglio |     | Porto Rico | 16 - 40 | Brasile    |

#### Gruppo B
|  | Squadra         | Pti | G | V | P | S | GF  | GS  | Diff |
|  | --------------- | --- | - | - | - | - | --- | --- | ---- |
|  | Argentina       | 6   | 3 | 3 | 0 | 0 | 105 | 39  | +65  |
|  | Stati Uniti     | 4   | 3 | 2 | 0 | 1 | 70  | 59  | +11  |
|  | Rep. Dominicana | 2   | 3 | 1 | 0 | 2 | 85  | 69  | +16  |
|  | Perù            | 0   | 3 | 0 | 0 | 3 | 34  | 127 | -93  |

| Data      | Ora | Partita         | Partita | Partita         |
| --------- | --- | --------------- | ------- | --------------- |
| 24 luglio |     | Argentina       | 26 - 15 | Stati Uniti     |
| 24 luglio |     | Rep. Dominicana | 46 - 16 | Perù            |
| 25 luglio |     | Perù            | 7 - 52  | Argentina       |
| 25 luglio |     | Uruguay         | 0 - 0   | Cile            |
| 27 luglio |     | Stati Uniti     | 29 - 11 | Perù            |
| 27 luglio |     | Argentina       | 27 - 17 | Rep. Dominicana |

### Fase finale

#### Tabellone 1º - 4º posto
|  | Semifinali  | Semifinali  | Semifinali |           |         | Finale 1º posto | Finale 1º posto | Finale 1º posto |  |
|  |             |             |            |           |         |                 |                 |                 |  |
|  | Brasile     | Brasile     | 34         |           |         |                 |                 |                 |  |
|  | Brasile     | Brasile     | 34         |           |         |                 |                 |                 |  |
|  | Stati Uniti | Stati Uniti | 9          |           |         |                 |                 |                 |  |
|  | Stati Uniti | Stati Uniti | 9          |           | Brasile | Brasile         | 30              |                 |  |
|  |             |             |            |           | Brasile | Brasile         | 30              |                 |  |
|  |             |             | Argentina  | Argentina | 21      |                 |                 |                 |  |
|  | Argentina   | Argentina   | Argentina  | Argentina | 21      | 31              |                 |                 |  |
|  | Argentina   | Argentina   |            |           |         | 31              |                 |                 |  |
|  | Cuba        | Cuba        | 21         |           |         | Finale 3º posto | Finale 3º posto | Finale 3º posto |  |
|  | Cuba        | Cuba        | 21         |           |         |                 |                 |                 |  |
|  |             |             |            |           |         |                 |                 |                 |  |
|  |             |             |            |           |         | Stati Uniti     | Stati Uniti     | 23              |  |
|  |             |             |            |           |         | Stati Uniti     | Stati Uniti     | 23              |  |
|  |             |             |            |           |         | Cuba            | Cuba            | 24              |  |

#### Tabellone 5º - 8º posto
|  | Semifinali      | Semifinali      | Semifinali      |                 |            | Finale 5º posto | Finale 5º posto | Finale 5º posto |  |
|  |                 |                 |                 |                 |            |                 |                 |                 |  |
|  | Porto Rico      | Porto Rico      | 43              |                 |            |                 |                 |                 |  |
|  | Porto Rico      | Porto Rico      | 43              |                 |            |                 |                 |                 |  |
|  | Perù            | Perù            | 14              |                 |            |                 |                 |                 |  |
|  | Perù            | Perù            | 14              |                 | Porto Rico | Porto Rico      | 24              |                 |  |
|  |                 |                 |                 |                 | Porto Rico | Porto Rico      | 24              |                 |  |
|  |                 |                 | Rep. Dominicana | Rep. Dominicana | 26         |                 |                 |                 |  |
|  | Rep. Dominicana | Rep. Dominicana | Rep. Dominicana | Rep. Dominicana | 26         | 24              |                 |                 |  |
|  | Rep. Dominicana | Rep. Dominicana |                 |                 |            | 24              |                 |                 |  |
|  | Canada          | Canada          | 23              |                 |            | Finale 8º posto | Finale 8º posto | Finale 8º posto |  |
|  | Canada          | Canada          | 23              |                 |            |                 |                 |                 |  |
|  |                 |                 |                 |                 |            |                 |                 |                 |  |
|  |                 |                 |                 |                 |            | Perù            | Perù            | 12              |  |
|  |                 |                 |                 |                 |            | Perù            | Perù            | 12              |  |
|  |                 |                 |                 |                 |            | Canada          | Canada          | 31              |  |

#### Semifinali
| Lima 29 luglio 2019 | Brasile | 34 – 9 referto | Stati Uniti | Villa Deportiva Nacional |

| Lima 29 luglio 2019 | Cuba | 21 – 31 referto | Argentina | Villa Deportiva Nacional |

- 5º-8º posto

| Lima 29 luglio 2019 | Rep. Dominicana | 24 – 23 referto | Canada | Villa Deportiva Nacional |

| Lima 29 luglio 2019 | Porto Rico | 43 – 14 referto | Perù | Villa Deportiva Nacional |

#### Finali
- 7º posto

| Lima 30 luglio 2019 | Canada | 31 – 12 referto | Perù | Villa Deportiva Nacional |

- 5º posto

| Lima 24 luglio 2015 | Rep. Dominicana | 26 – 24 referto | Porto Rico | Villa Deportiva Nacional |

- Finale per il Bronzo

| Lima 24 luglio 2015 | Cuba | 24 – 23 referto | Stati Uniti | Villa Deportiva Nacional |

- Finale per l'Oro

| Lima 24 luglio 2015 | Brasile | 30 – 21 referto | Argentina | Villa Deportiva Nacional |

## Classifica finale
| Pos | Squadre         |
| --- | --------------- |
|     | Brasile         |
|     | Argentina       |
|     | Cuba            |
| 4   | Stati Uniti     |
| 5   | Rep. Dominicana |
| 6   | Porto Rico      |
| 7   | Canada          |
| 8   | Perù            |

|  | Qualificata ai Giochi della XXXII Olimpiade                                         |
|  | Qualificata al torneo di qualificazione preolimpico ai Giochi della XXXII Olimpiade |